# Madonna Bellanti
La Madonna Bellanti è un dipinto a olio su tavola attribuito a Domenico Beccafumi, databile al 1515 circa e conservato nella Pinacoteca Nazionale di Siena. 

## Storia e descrizione
Proveniente dalla collezione senese Bellanti, venne attribuita a lungo a Girolamo del Pacchia, finché Giorgio Vigni, nel 1936, non la riferì al Beccafumi, con una datazione legata alla giovinezza, verso il 1515. La critica successiva, quando si è occupata di quest'opera tutto sommato poco studiata, ha confermato tale ipotesi.
In buono stato di conservazione, l'opera mostra la Madonna col Bambino tra le braccia. Il volto dai tratti sintetici, il collo scultoreo, la grande mano di lei, il corpo muscoloso del Bambino legano tale opera all'influenza di Michelangelo, particolarmente viva in seguito al presunto viaggio del 1512 circa, quando l'artista dovette vedere le novità della volta della Cappella Sistina. Il dolce colorito e l'impostazione del gruppo entro un ovale rimandano invece alla lezione di Raffaello e le sue equilibratissime Madonne. 
Non appare dissimile da altre opere di quegli anni, come il gruppo di Maria col figlio nel San Paolo in trono.